# 日中漁業協定
日中漁業協定（にっちゅうぎょぎょうきょうてい）は、日本と中華人民共和国の間で結ばれている漁業協定。

## 概要
歴史的には、以下の3つに大別される。
1. 日中国交回復以前
2. 1975年旧協定
3. 2000年新協定

『2000年新協定』は、1997年11月に調印し、2000年6月に発効した『漁業に関する日本国と中華人民共和国との間の協定』である。

## 日中国交回復以前
日中共同宣言以前の1955年、国交がない時代に、民間団体である日本側の「日中漁業協議会」と中国共産党政府の「中国漁業協会」との間で、「日本国の日中漁業協議会と中華人民共和国の中国漁業協会との黄海・東海の漁業に関する協定」が交わされた。適用水域は東シナ海および黄海であり、6つの漁区につき、日中双方の漁船最高隻数を規制し、相互救助義務などを規定した。
その後、主に日本側漁船による中国沿岸の漁場荒らしが問題となり、1965年に新たに協定が結ばれた。

## 旧協定（1975年）
1972年、日中の国交が回復し、日中共同宣言第9項では「貿易・海運・航空・漁業に関する協定の締結のための交渉の合意」が明記され、1975年に日中漁業協定が正式に締結された。適用水域は東シナ海および黄海であり、日中両国は同水域において、資源管理や操業秩序に関して、自国の船舶に対して実効的な措置を行う義務を負うと定められた。なお、違反船舶に対する扱いも1965年の協定と変わらず、当該船舶の旗国に対する通報にとどまるものであった。
1970年代後半より、中国との漁業バランスが変化していく。
各国は漁業域や地域海洋資源を主張するようになる国際的な資源ナショナリズムが勃興、外国漁船の自国海域への進入を制限するようになる。日本も自国周辺に漁業水域を設けることにし、1977年には漁業水域暫定措置法で日本の基線から200海里の範囲の水域に漁業に関する日本の管轄権を設定。外国漁船による漁獲を取り締まる権限を設けた。なお、同法は日本海の一部および東シナ海に関してはその適用を除外。これは、日中・日韓の協定に基づく資源管理が比較的円滑に行われていたことに配慮したものであった。

## 新協定（2000年）

### 締結
1997年に、日中漁業協定（新協定）が締結。

### 範囲
対象範囲は東シナ海で、黄海および特定漁区は含まれない。
これは、中華人民共和国と大韓民国が排他的経済水域を主張した結果、黄海に日本の入る余地がなくなったためで、日本にとって黄海および特定漁区は漁業範囲としては消滅した。

### 内容
以下、内容を記す。
日本の領土であるが、中国が領有権を主張している尖閣諸島の北方に関しては、「暫定措置水域」の設置で妥協された。
2000年2月、日中両国の閣僚協議によって、同水域を「中間水域」と定め、妥協された。

### 問題点
- 不法操業船の取り締まりも困難になった。
- 日韓漁業協定と抵触する。